# 雄安駅
雄安駅（ゆうあんえき）は、中国の河北省保定市雄県昝崗鎮にある、中国鉄路総公司（CR）の駅。

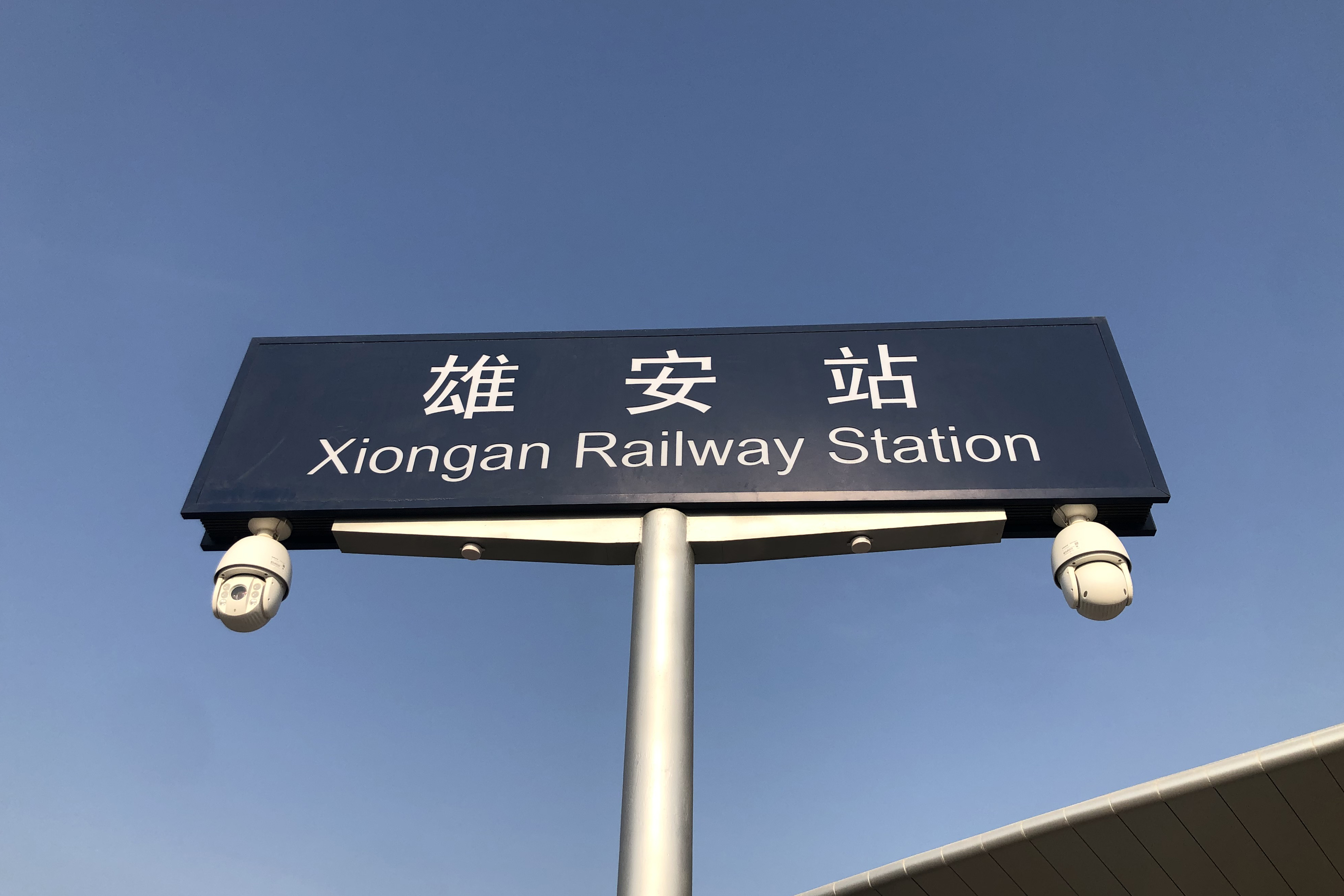
雄安駅駅名標

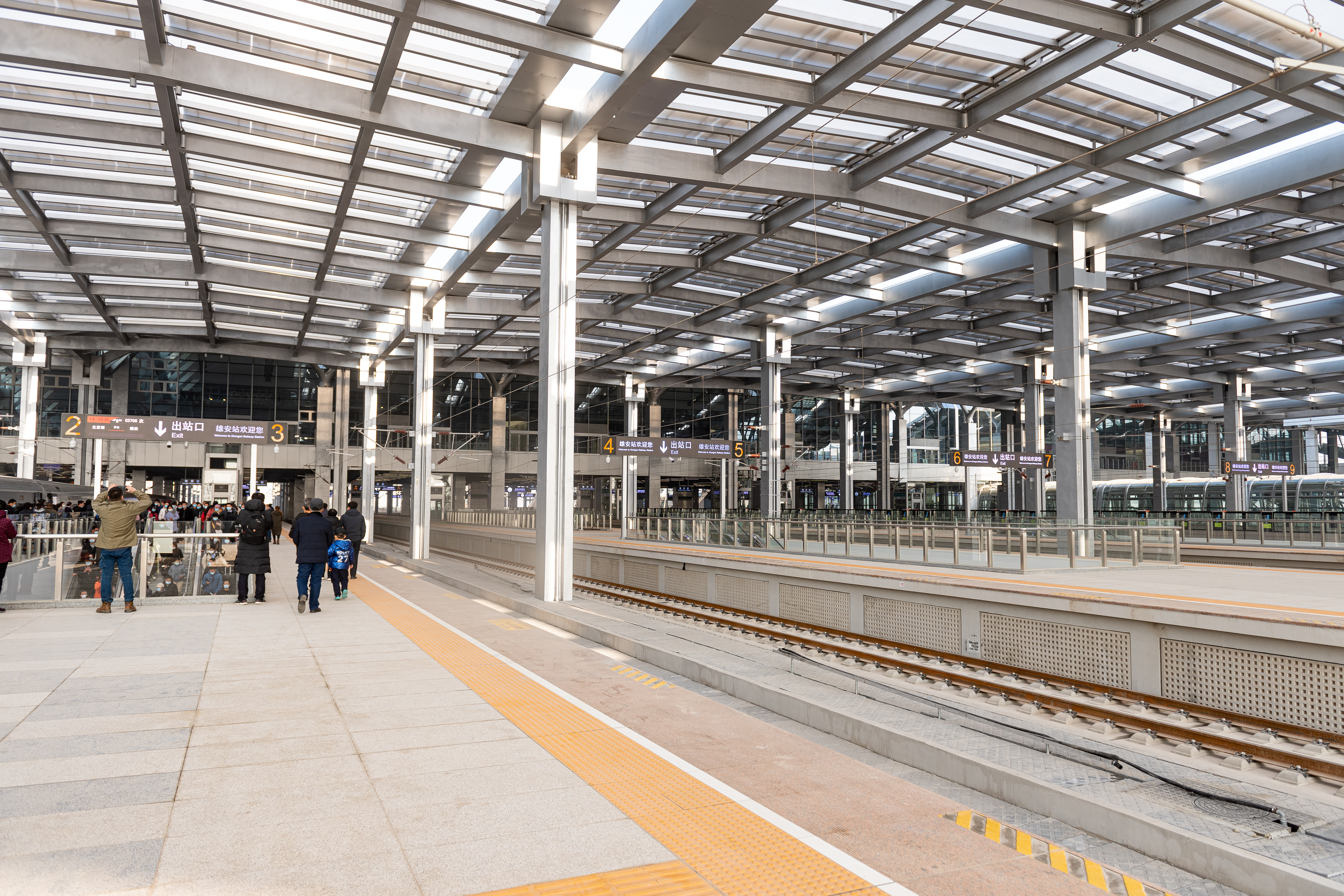
雄安駅ホーム

## 概要
雄安新区の交通の重要施設であり、地上3階建てで、建築総面積は47万5千立方メートル、プラットホーム11本と19本の線路を持つ。2026年には地下鉄の雄安軌道交通R1線が開通予定。

### 利用可能な鉄道路線
中国鉄路総公司
京雄都市間鉄道

## 歴史
- 2018年12月1日 - 着工[2]
- 2020年12月27日 - 京雄都市間鉄道の開通に伴い開業[3]

## 利用状況
2021年2月時点で、北京西駅との間に8本の列車が発着していた。

2023年8月現在、北京西駅との間に10往復の列車が発着する。

## 隣の駅
中国鉄路総公司
京雄都市間鉄道
霸州北駅 - 雄安駅